# شارل فردریک پتی
شارل فردریک پتی (فرانسوی: Charles Frédéric Petit‎; ۶ مهٔ ۱۸۵۷ – ۱۹ فوریهٔ ۱۹۴۷) کماندار اهل فرانسه بود.